# Shahkot
Shahkot é uma cidade e uma nagar panchayat no distrito de Jalandhar, no estado indiano de Punjab.

## Geografia
Shahkot está localizada a 31° 05′ N, 75° 20′ L. Tem uma altitude média de 210 metros (688 pés).

## Demografia
Segundo o censo de 2001, Shahkot tinha uma população de 12,631 habitantes. Os indivíduos do sexo masculino constituem 53% da população e os do sexo feminino 47%. Shahkot tem uma taxa de literacia de 70%, superior à média nacional de 59.5%: a literacia no sexo masculino é de 73% e no sexo feminino é de 67%. Em Shahkot, 12% da população está abaixo dos 6 anos de idade.